# 우에노정 (미에현)
우에노정(上野町)은 미에현 아야마군에 설치되었던 정이다. 현재의 이가시에 해당한다.